# Día de Enero
"Día de Enero" (tiếng Tây Ban Nha của Một ngày tháng 1) là bài hát thứ ba được chuyển thể thành đĩa đơn từ album năm 2005 của Shakira Fijación Oral, Vol. 1, sau La Tortura và No.

## Xếp hạng
| Chart                              | Peak position |
| ---------------------------------- | ------------- |
| Hoa Kỳ Hot Latin Songs (Billboard) | 29            |
| Hoa Kỳ Latin Pop Songs (Billboard) | 7             |